# 马氏巴蜗牛
马氏巴蜗牛（学名：Bradybaena maacki）为巴蜗牛科巴蜗牛属的动物，是中国的特有物种。分布于吉林、辽宁、长白山一带等地，生活环境为陆地，多见于潮湿多腐殖质的灌木杂草丛以及落叶石块下。